# Mutiny (film, 1917)
Pour les articles homonymes, voir Mutiny.
Pour plus de détails, voir Fiche technique et Distribution.
Mutiny (littéralement, Mutinerie) ou The Cruise of the Aldenn Besse  (littéralement : La Croisière de l'Aldenn Besse) est un film muet américain réalisé par Lynn Reynolds, sorti en 1917.

## Fiche technique
- Titre : Mutiny
- Titre alternatif : The Cruise of the Aldenn Besse
- Réalisation : Lynn Reynolds
- Scénario : Lynn Reynolds
- Photographie : Clyde Cook (en)
- Producteur :
- Société de production :  Universal Film Manufacturing Company
- Société de distribution :  Universal Film Manufacturing Company
- Pays d'origine :  États-Unis
- Langue : film muet avec les intertitres en anglais
- Métrage : 1 500 m (5 bobines)
- Format : Noir et blanc — 35 mm — 1,33:1 — Muet
- Genre : Film dramatique
- Durée : 50 minutes
- Dates de sortie : 
  -  États-Unis : 12 mars 1917

## Distribution
- Myrtle Gonzalez : Esther Whitaker
- Jack Curtis : Aaron Whitaker
- George Hernandez : Grand-père Whitaker
- Fred Harrington : Caleb Whitaker
- Val Paul (en) : Jacob Babcock
- Ed Brady : Eben Wiggs